# Pycnopodiidae
De Pycnopodiidae zijn een familie van zeesterren uit de orde Forcipulatida.

## Geslachten
- Lysastrosoma Fisher, 1922
- Pycnopodia Stimpson, 1862